# Todd County (South Dakota)
Todd County ist ein Bezirk im Bundesstaat South Dakota der Vereinigten Staaten. Das U.S. Census Bureau hat bei der Volkszählung 2020 eine Einwohnerzahl von 9319 ermittelt.
Das County ist neben dem Oglala Lakota County eines von zwei Countys in Süddakota, welche keinen offiziellen Verwaltungssitz (County Seat) haben. Die Verwaltung von Todd County ist in Winner, im benachbarten Tripp County, angesiedelt.

## Geographie
Das County hat eine Fläche von 3602 Quadratkilometern. Davon sind 7 Quadratkilometer (0,20 Prozent) Wasserflächen. Das County ist in zwei unorganisierte Territorien eingeteilt: West Todd und East Todd. Das County liegt innerhalb des Rosebud-Reservats. Der Hauptteil dieses Reservats befindet sich im Todd County, weitere Teile befinden sich in vier weiteren Countys.

## Geschichte
Todd County wurde 1909 gegründet, zuvor gab es bereits von 1862 bis 1897 einen anderen Bezirk desselben Namens in South Dakota weiter östlich am Missouri River. Der Bezirk wurde nach John Blair Smith Todd, einem Delegierten des Dakota-Territoriums im Repräsentantenhaus der Vereinigten Staaten und General im Sezessionskrieg, benannt.

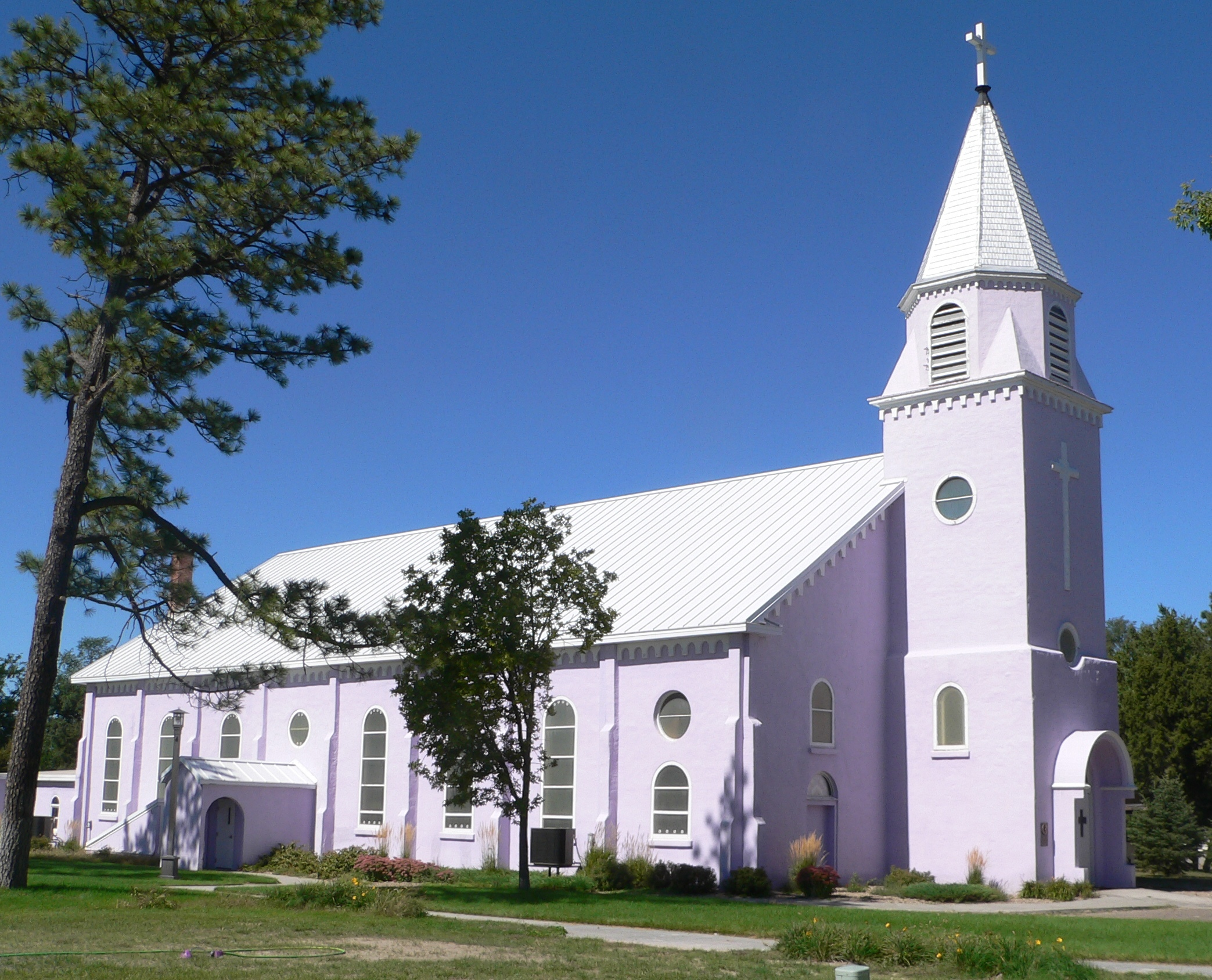
Die St. Francis Mission ist einer von drei Einträgen des Countys im NRHP.

Drei Bauwerke und Stätten des Countys sind im National Register of Historic Places (NRHP) eingetragen (Stand 9. August 2018).

## Städte und Gemeinden
Städte (cities)
- Mission

Gemeinden (towns)
- St. Francis

census-designated places
- Antelope
- Parmelee
- Rosebud
- Spring Creek
- Two Strike
- White Horse